# 永宁卫 (福建)
永宁卫是明代至清初的一处卫所。
洪武二十一年（1388年）二月置，治所在今福建省石狮市永宁镇，属福建都指挥使司管辖，领福全千户所、中左千户所、高浦千户所、金门千户所、崇武千户所。清朝康熙五年（1666年）废。